# Skriptsequenz
Als Skriptsequenz, Scripted sequence oder Scripted event (engl. für „inszeniertes Ereignis“) bezeichnet man in Computerspielen an bestimmten Stellen des Spielverlaufs ausgelöste Ereignisse. Sie dienen meistens einem narrativen Zweck, das heißt der Vermittlung von Handlung während des Spiels. Im Unterschied zur passiv wahrgenommenen, filmartigen Zwischensequenz behält der Spieler während einer Skriptsequenz die volle Kontrolle über seine Spielfigur, wodurch der Eindruck der Immersion aufrechterhalten wird.

## Technische Umsetzung
Um eine Skriptsequenz einzubinden, platziert der Spieldesigner innerhalb eines Levels einen Auslöser (trigger), der einmalig aktiviert wird, sobald die vom Spieler gelenkte Spielfigur diesen durchquert. Der Auslöser ist mit einem Skript verbunden, das in der Umgebung eine Serie von aufeinander abgestimmten Animationen, Klangeffekten, Sprachsamples oder Spezialeffekten ausführt. Während des Spielverlaufs ist der Auslöser für den Spieler unsichtbar, so dass die davon aktivierten Ereignisse scheinbar zufällig stattfinden. Auf diese Weise können beispielsweise Nicht-Spieler-Charaktere (NPCs) dargestellt werden, die einen Wortwechsel ausführen und sich dann entfernen. Der Spieler hat währenddessen den Eindruck, ein zufälliger Zeuge dieses Vorfalls zu sein.

## Entwicklung
Lange Zeit orientierte sich das noch junge Medium Computerspiel in Bezug auf die erzählerische Komponente eng am etablierten Medium des Films. So wurden (und werden auch heute oft noch) wichtige Szenen der Spielhandlung in Form von Filmszenen dargestellt, entweder als Full Motion Video (FMV) oder in Form einer Zwischensequenz (engl. cutscene) in der Spielgrafik. Ein Höhepunkt dieser Entwicklung war das Computerspielgenre des Interaktiven Films (Interactive movie) in den 1980er und frühen 1990er Jahren, bei dem der Spieler durch Eingaben an bestimmten Stellen den Fortgang der Filmhandlung beeinflussen konnte. Die Schwäche dieses Konzepts lag jedoch darin, dass die für Computerspiele grundlegende Interaktivität weitgehend eingeschränkt wurde und der Spieler während eines Großteils der Zeit auf den passiven Zustand eines Zuschauers beschränkt blieb. Im Gegensatz zum FMV und zur Zwischensequenz führt die Skriptsequenz nicht zu einer Unterbrechung der Interaktion des Spielers mit der Spielwelt.
Als Vorläufer von Skriptsequenzen lassen sich vom Spieler ausgelöste Fallen und ähnliche Ereignisse betrachten. So können beispielsweise in Doom (1993) an bestimmten Stellen herabsinkende Decken oder versteckte Türen aktiviert werden, die sich öffnen, um angreifende Monster auf den Spieler loszulassen. Obwohl diese einfachen Skriptereignisse unmittelbar auf das Spielgeschehen abzielen (der Spieler muss sofort reagieren, um nicht von der herabsinkenden Decke zerquetscht oder von den angreifenden Monstern getötet zu werden), beinhalten sie bereits eine narrative Komponente.
Ein einflussreicher Meilenstein für die narrative Verwendung von Skriptsequenzen war der Egoshooter Half-Life (1998). Hier werden in vielfältiger Weise erzählerische Skriptsequenzen in das Spielgeschehen integriert, wohingegen auf filmische Zwischensequenzen konsequent verzichtet wird.